# MTBE
MTBE eller metyl-tertiær-butylæter (Retskrivningsordbogen) eller methyl-tert-butylether (Kemisk Ordbog) er en kemisk forbindelse der bl.a. tilsættes benzin.
MTBE har fået stor teknisk betydning som oktantalsforhøjende komponent i stedet for de tidligere anvendte blyforbindelser. Benzin med et oktantal på 98 kan indeholde omkring 7% af stoffet. Stoffet anvendes også som opløsningsmiddel.

## MTBE i miljøet
MTBE kan nemt ende i grundvandet, da det har en relativ høj vandopløselighed. -Derudover er det svært nedbrydeligt under anaerobe (iltfrie) forhold.
MTBE har en kraftig lugt og smag. Miljøstyrelsen har fastsat en grænseværdi på 30 mikrogram pr. liter vand.